# Pietro Taricone
Pietro Taricone (Frosinone, 4 febbraio 1975 – Terni, 29 giugno 2010) è stato un attore e personaggio televisivo italiano.
Noto per avere partecipato nel 2000 alla prima edizione del reality show di Canale 5 Grande Fratello, ha poi intrapreso la carriera di attore partecipando a numerose fiction e film, tra cui La nuova squadra, Don Gnocchi - L'angelo dei bimbi, Codice Rosso, Distretto di Polizia, Radio West, Maradona - La mano de Dios e Baciati dall'amore.

## Biografia
Nacque a Frosinone da una famiglia originaria di Trasacco (in provincia dell'Aquila) e crebbe tra il capoluogo ciociaro e Caserta, qui conseguì il diploma di maturità scientifica, nella scuola dove conobbe e divenne amico di Roberto Saviano. Intraprese gli studi di giurisprudenza, che non portò a termine. Nella sua vita svolse diverse attività, tra cui quella di amministratore di condominio. Divenne noto nel 2000 grazie alla sua partecipazione alla prima edizione del reality show Grande Fratello, nel quale si classificò terzo con il 15% dei voti, guadagnando grande popolarità nel pubblico televisivo grazie alla sua grande simpatia, alla sua intelligenza e anche alla sua storia d'amore con la concorrente poi risultata vincitrice, Cristina Plevani. La loro relazione fece discutere in seguito al rapporto sessuale consumato dietro a una tenda al quinto giorno, durante la diretta televisiva di Stream che trasmetteva ininterrottamente dalla casa dello show. A questo rapporto ne seguirono diversi altri, sempre al riparo dietro una tenda o una coperta. Si trattava della massima trasgressione ammessa ai limiti televisivi sino ad allora conosciuti.
Terminata la trasmissione e nonostante le numerose richieste, Taricone evitò di sovraesporre la propria immagine: la prima apparizione successiva al Grande Fratello fu al Maurizio Costanzo Show, nell'ambito della rubrica Uno contro tutti il 10 gennaio 2001, facendo registrare alla trasmissione una media di quasi 10 milioni di telespettatori. Uscito dalla casa, apparve senza veli sul mensile Max e firmò un contratto di esclusiva della durata di due anni con la casa di produzione Titanus per interpretare alcune fiction televisive. Successivamente partecipò come ospite d'onore al Galà della pubblicità del 2001 e al videoclip di Syria Se tu non sei con me (2002), in cui ha vestito i panni di Superman. Nello stesso anno fu testimonial della campagna abbonamenti della pay TV Stream (per il secondo Grande Fratello) per cui ha condotto anche il quiz L'intruso.
Appassionato di paracadutismo, la mattina del 28 giugno 2010 ha impattato duramente al suolo durante un lancio nei pressi dell'aviosuperficie Alvaro Leonardi di Terni per un errore di calcolo nella manovra di atterraggio col paracadute, come stabilito dall'inchiesta del giudice per le indagini preliminari Maurizio Santoloci. Ricoverato in condizioni critiche presso l'ospedale Santa Maria di Terni a causa di un arresto cardiaco causato da un'aritmia, fratture multiple e di un'emorragia interna, è stato sottoposto a un delicato intervento chirurgico, durato oltre nove ore, che tuttavia non è riuscito a salvargli la vita. Taricone è morto poco dopo le 2:30 del 29 giugno 2010 all'età di 35 anni. È stato cremato a San Benedetto del Tronto e le ceneri sono state deposte nella tomba di famiglia a Trasacco. Il clamore seguito alla sua morte ha costituito un fenomeno mediatico in Italia, con speciali in televisione, analisi sui principali quotidiani e attestazioni di cordoglio, nonché dibattiti sulle sue simpatie politiche per CasaPound.

## Carriera
I suoi primi lavori come attore furono la fiction Distretto di Polizia 3 (2002) e i film Ricordati di me, diretto da Gabriele Muccino, e Radio West, per la regia di Alessandro Valori, entrambi del 2003. Nel 2006 fu tra i protagonisti della serie TV di Canale 5 Codice Rosso, ambientata nel mondo dei Vigili del fuoco, accanto ad Alessandro Gassmann e Ilaria Spada. L'anno successivo interpretò il ruolo di uno dei fratelli Giuliano, esponenti di spicco della malavita napoletana che hanno avuto rapporti con Diego Armando Maradona, nel film di Marco Risi, Maradona - La mano de Dios.
Nella stagione televisiva 2006-2007 comparve, in veste di opinionista, nel reality show condotto da Alba Parietti, Wild West e, in veste di giurato, nel reality Uno due tre stalla di Barbara D'Urso. Il 2008 segnò il suo ritorno sul piccolo schermo con le serie televisive per la Rai La nuova squadra e Tutti pazzi per amore, di cui nel 2010 ha interpretato anche una seconda stagione. L'anno seguente è apparso sul grande schermo con Feisbum - Il film, pellicola in otto episodi ispirata al social network Facebook, e inoltre partecipò come opinionista, con una rubrica intitolata Pietro la notizia, al programma Niente di personale, su LA7.
In occasione delle critiche rivolte nel 2010 da Silvio Berlusconi a Roberto Saviano sul romanzo Gomorra, Taricone difese pubblicamente lo scrittore, come rimarcato dallo stesso Saviano, che nel ricordare la frequentazione con Taricone ai tempi del liceo a Caserta ne ha sottolineato il carisma sin dall'età giovanile. Poco prima della morte, gira la miniserie Baciati dall'amore, trasmessa (postuma) su Canale 5 nel 2011. Il regista Claudio Norza l'ha voluta dedicare allo stesso Taricone.

## Vita privata
Era legato sentimentalmente all'attrice Kasia Smutniak, conosciuta nel 2003 sul set di Radio West, dalla quale ha avuto una figlia, Sophie, nata il 4 settembre 2004.

## Filmografia

### Attore

#### Cinema
- Il segreto del successo, regia di Massimo Martelli (2003)
- Ricordati di me, regia di Gabriele Muccino (2003)
- Radio West, regia di Alessandro Valori (2003)
- Maradona - La mano de Dios, regia di Marco Risi (2007)
- Feisbum - Il film, regia di Dino Giarrusso (2009)

#### Televisione
- Distretto di Polizia, episodi 3x21-3x22 (2002)
- Don Gnocchi - L'angelo dei bimbi – miniserie TV (2004)
- Codice rosso – serie TV (2006)
- Crimini – serie TV (2006-2010)
- La nuova squadra – serie TV (2008)
- Tutti pazzi per amore – serie TV (2008-2010)
- Baciati dall'amore – miniserie TV (2011) - postuma

#### Cortometraggi
- Superstition, regia di Luciano Federico (2003)

#### Videoclip
- Se tu non sei con me di Syria (2002)

## Teatro
- Più o meno alle tre di Andrej Longo, regia di Emanuela Giordano (2003)

## Programmi televisivi
- Grande Fratello (Canale 5, 2000) – Concorrente
- Maurizio Costanzo Show (Canale 5, 2001)
- Ciao Darwin 4 (Canale 5, 2003) – Rappresentante studenti
- Le invasioni barbariche (LA7, 2006) – Ospite
- Saturday Night Live from Milano (Italia 1, 2006)
- Wild West (Rai 2, 2006) – Opinionista
- Uno due tre stalla (Canale 5, 2007) – Giurato
- Niente di personale (LA7, 2007) – Opinionista
- Miss Italia (Rai 1, 2008) – Giurato